# 460 mm оръдие Тип 94
460 mm оръдие Тип 94 e корабно оръдие с калибър 460 mm разработено и произвеждано в Япония. На въоръжение е в Императорския флот на Япония през Втората световна война. Състои на въоръжение на линкорите от типа „Ямато“ – „Ямато“ и „Мусаши“, също се предполага да бъде поставено на линкора „Шинано“, който впоследствие е достроен като самолетоносач. За да се запази секретността около това оръдие то официално се нарича „40 см/45 Тип 94 морско оръдие“. То става най-голямото и най-мощно корабно оръдие, използвано във Втората световна война.

## Разработка
Към разработването на корабни оръдия свръхголям калибър японският флот пристъпва през 1920-те години, в рамките на проекта за линкор „№13“. Специално за него е конструирано оръдие с калибър 480 мм, произведено в два екземпляра. Един от тях се разрушава при изстрел по време на изпитание, а вторият се съхранява до края на Втората световна война и попада в ръцете на американците. Оръдието има дължина на ствола 45 калибра и може да стреля със снаряди с маса 1750 кг. Обаче когато през 1934 г. е повдигнат въпросът за въоръжението на перспективните линкори, 480-мм оръдия са счетени за прекомерно тежки и грамадни. Въпреки това, японският флот иска да има оръдия по-мощни, отколкото 410-мм оръдия на линкорите от типа „Нагато“, стремейки се към постигането на огнево превъзходство над американските линкори, които се предполага да бъдат въоръжени с 406-мм оръдия.
Работите над оръдието се води в периода 1934 – 1939 година под ръководството на инженера С. Хада. Японският флот предприема безпрецедентни мерки за съхраняване на секретността и за истинския калибър на артилерията на линкорите от типа „Ямато“ американците узнават едва след края на войната. Дотогава те предполагат, че най-новите японски линкори са въоръжени с 406-мм оръдия.

## Конструкция
При създаването на оръдията Тип 94 са използвани както напредничави, така и вече стари артилерийски технологии. Стволът се състои от четири скрепни тръби-цилиндри, като вътрешните са направени по метода на центробежното отливане. Заедно с това, външните слоеве представляват конструкция, подражаваща на британските оръдия от времената на Първата световна война, и представляват стоманени тръби, на които е навита стоманена жица. Този метод се счита за стар в края на 1930-те години, но като цяло конструкцията на стволовете се оказва достатъчно здрава. Стволът има 72 равномерни нареза, с дълбочина 4,6 мм.
Скорострелността на оръдията се колебае от 1,5 до 2 изстрела в минута. Това е свързано със зареждането на оръдията се осъществява при фиксиран ъгъл от +3° и е необходимо време за връщането на оръдията в позиция за зареждане. Насочването на оръдията се осъществява с помощта на хидравлични механизми. Готовите за бой боеприпаси са разположени вътре в основата на кулите и се доставят към оръдията чрез три елеватора. В конструкцията са предвидени само ограничен брой мерки за безопасност, но добре обученият персонал се справя със своите задачи практически без забележки. Като цяло, като артилерийска система, оръдието Тип 94 се показва като много надеждно и не страда от характерните за новата техника „детски болести“.

## Боеприпаси
В периода преди Втората световна война специалистите на японския флот упорито търсят нови, често необикновени способи да постигнат качествено преимущество на своите въоръжения пред лицето на численото превъзходство на потенциалните си противници. Към такива мерки се отнасят и боеприпасите за оръдията Тип 94. Особено това се отнася към бронебойния снаряд Тип 91. Именно на него японските моряци възлагат големи надежди в предполагаемото генерално сражение с линейните сили на американския флот.

### Бронебойният снаряд Тип 91
Идеята за разработване на бронебоен снаряд с принципно нова конструкция се появява у японските специалисти след проведените през 1923 г. опити по обстрел на недостроения линкор „Тоса“. В хода на стрелбите с най-новите 410-мм снаряди един от тях пада във водата примерно на двадесет метра от борда „Тоса“ и преминавайки под водата уцелва незащитения борд на 3,5 метра под водолинията, пробива го и се взривява в снаряден погреб. Тъй като погребът е празен, линкорът не загива, но поема около 3000 тона вода. Обаче в бойни условия подобно попадение би станало гибелно за кораба. Считайки подобни попадения за достатъчно вероятни, японските артилеристи пристъпват към разработката на специални снаряди, които са способни да поразяват корабите на противника при недолет. Един от тези образци става Тип 91.
Масата на снаряда Тип 91 съставлява 1460 кг и той се оказва най-тежкия снаряд, реално използван в морските битки през Втората световна война. Съдържанието на взривно вещество – тринитроанизол – съставлява 1,5 % от теглото на снаряда – около 22 кг. Следва да се отбележи, че това далеч не е пределът на възможната маса за боеприпас с калибър 460 мм. Американските специалисти отбелязват, че ако този снаряд бе проектиран според приетия от тях образец, неговото тегло би съставлявало около 1780 кг. Може също да се отбележи, че 457-мм снаряд за проектираните след Втората световна война в СССР линкори, би трябвало да тежи 1720 кг. Но основната особеност на Типа 91 не е неговото тегло.
Снарядът е специално проектиран като гмуркащ се и трябва да запазва траекторията на движението си под водата. За тази цел той получава особена конструкция. Бронебойният наконечник на снаряда се състои от две части. Външната е с обичайната за бронебойните снаряди форма и е закрепена към вътрешната с тънки пръчици, които се чупят при навлизане във водата, след което външният накрайник пада, откривайки вътрешния. Последният е със специална плоска форма, което позволява на снаряда да измине под водата до 50 метра, преди той да започне да потъва. Цялата тази двойна конструкция е покрита отгоре с тънко балистично калпаче.
Още една важна особеност на снаряда е много голямото забавяне на взривателя – 0,4 секунди. Предполага се, че това ще позволи на снаряда успешно да пробие борда и да се взриви даже след 50-метров път във водата. Обаче при попадение не във водата, а направо в кораба, снарядът се взривява едва след като успее да измине 120 – 150 метра, вече пробивайки слабозащитената цел напълно и отдалечавайки се на безопасно разстояние от нея. Като цяло, снарядът Тип 91 е много добър за стрелба с недолети, добре пробива дебела броня за сметка на огромната си маса и добри балистични характеристики, но е много неефективен против слабобронираните и небронираните части на кораба.

### Осколъчно-запалителният снаряд Тип 91 мод. 3
С доста необикновена конструкция се отличава и другият 460-мм снаряд, известен като „обикновен“ (на английски: common) тип 91 мод. 3. Фактически той представлява зенитен шрапнелен снаряд с маса 1360 кг. Той представлява кух тънкостенен цилиндър, запълнен с осем слоя цилиндрични поразяващи елемента. Осколочните елементи представляват стоманени шишове, а запалителните – кухи тръбички със запалителна смес. Общо в снаряда се съдържат 900 запалителни и 600 осколъчни елемента. Челният дистанционен взривател има време на настойване от 0 до 55 секунди. При сработването на взривателя се активира заряд, намиращ се в задната част на снаряда, взривът на който разхвърля поразяващите елементи на значително разстояние. Запалителните елементи се запалват примерно след 0,5 секунди и дават език от пламък до 5 метра, с температура около 3000°. Разривът на снаряда тип 91 мод. 3 е много зрелищен, но реалното му поразяващо действие е скромно. Японският флот има цяла поредица снаряди такъв тип от различни калибри, но американските пилоти, срещу които тези снаряди се използват, ги характеризират като „ефектни, но неефективни“.

## Система за управление на огъня
Огънят на главния калибър се управлява от най-сложната и, възможно, най-съвършената система от доелектронната ера „тип 98“. Тя включва в себе си следните компоненти:
1. пет далекомера, от тях четири с рекордна база – 15 метра. Качеството на японската оптика съответства на световните стандарти;
2. два директора, даващи данните за ъглите на вертикално и хоризонтално насочване;
3. прибор за следене на целта;
4. устройство за произвеждане на стрелбата;
5. електромеханичен изчислител, явяващ се „черешката“ на системата. Влизащите в неговия състав три блока не само позволяват да се изчисляват данни за курс на целта и ъглите на насочване на собствените оръдия, но и позволяват да се въвеждат всевъзможни поправки, включая даже географската ширина и зависимост от деня на календара.

Като цяло системата е доста ефективна и в условията на добра видимост с нищо не отстъпва на аналогичните американски, основани на използването на радари. Обаче при лоша видимост, и още повече през нощта японците се оказват в крайно неизгодно положение, особено към края на войната. След войната американските специалисти внимателно изучават тази система.
Според техните заключения, изучените прибори са далеч от съвършенството, неоправдано сложни са, имат многобройни недостатъци, но… обладават високи потенциални възможности. Започвайки „с опело“, артилерийските специалисти завършват с „да живее!“, препоръчвайки тяхното приемане на въоръжение „поради очевидната изгода“.

## Сравнителна характеристика
| Сравнителни характеристики на артилерията на главния калибър за линкори постройка 1930 – 1940 г. |                 |           |                                 |                                 |              |                 |         |           |           |         |
| Кораб                                                                                            | „Кинг Джордж V“ | „Вангард“ | „Шарнхорст“                     | „Бисмарк“                       | „Литорио“    | „Норт Каролина“ | „Айова“ | „Дюнкерк“ | „Ришельо“ | „Ямато“ |
| Държава                                                                                          |                 |           | Германска империя (1933 – 1945) | Германска империя (1933 – 1945) | Италия       |                 |         |           |           |         |
| Тип оръдие                                                                                       | Mk VII          | Mk I/N    | 28 cm SKC/34                    | 38 cm SKC/34                    | Ansaldo 1934 | Mk6             | Mk7     | M1931     | M1935     | Type 94 |
| Калибър, мм                                                                                      | 356             | 381       | 283                             | 380                             | 381          | 406             | 406     | 330       | 380       | 460     |
| Маса на оръдието, кг                                                                             | 80 256          | 101 605   | 53 250                          | 111 000                         | 111 664      | 100 363         | 121 519 | 70 535    | 94 130    | 165 000 |
| Маса на бронебойния снаряд, кг                                                                   | 721             | 879       | 330                             | 800                             | 885          | 1225            | 1225    | 560       | 890       | 1460    |
| Маса на ВВ в снаряда, кг                                                                         | ?               | 22        | 7,84                            | 18,8                            | ?            | 18,36           | 18,36   | ?         | 21,9      | 33,85   |
| Начална скорост на снаряда, м/с                                                                  | 757             | 749       | 890                             | 820                             | 850 (870)    | 701             | 762     | 870       | 830       | 780     |
| Максимална далечина на стрелбата, м                                                              | 35 260          | 30 500    | 42 747                          | 36 520                          | 42 263       | 33 741          | 38 720  | 41 700    | 41 500    | 42 030  |